# Парвиайнен, Янне
Янне Парвиайнен (фин. Janne Parviainen; род. 1973) — ударник финской фолк-/MDM группы Ensiferum. Бывший член групп Sinergy, Waltari, Zwanziger и Barathrum.
Янне пришёл в Barathrum в 2000 году, ранее, чем в Sinergy и Ensiferum. Его первой записью с Ensiferum стал миньон Dragonheads 2006 года, записанный годом ранее. Также он участвует в супергруппе Sinergy, а перед этим в течение 12 лет — с 1990 по 2002 — являлся ударником группы Waltari.